# Казённый Торец
Казённый Торе́ц (укр. Казе́нний Торе́ць, Тор) — река в северной части Донецкой области Украины, правый приток Северского Донца.

## Гидрография
Начинается на северо-западных склонах Донецкого кряжа. Долина преимущественно трапециевидная (ширина З-4 км), склоны обрывистые. Пойма двухсторонняя, шириной 400—600 м, наибольшая ширина — до 2 км. Русло извилистое, средняя ширина его в среднем и нижнем течении 20-30 м; есть пороги. Глубина реки до 2,5-3 м.
Во время межени в верховьях река пересыхает, образуя отдельные плёсы. В среднем и нижнем течении осуществляется расчищение и углубление русла. Ледостав нестойкий, с середины декабря до середины марта. Гидрологические посты возле города Славянска (с 1925), пгт Райского (с 1928).
Сильные наводнения происходили в марте 1909, марте 1971, апреле 1929, июне 1932, июне 1964, марте 1985. В 1935—1936 Казённый Торец и конец речки Вторая Беленькая были выпрямлены в районе посёлка Прокатчиков и парка Ленина (ныне сад Бернацкого) в Краматорске. После сильного наводнения 1964 года из-за прорыва плотины на речке Маячке в 1968—1972 в районе Краматорска и Славянска русло было очищено, в Славянске было выпрямлено, причём на одном участке старое русло осушено.
| Притоки | Притоки                    | Притоки   | Притоки | Притоки               | Притоки                     | Притоки |
| № лев.  | левые                      | длина, км | № общ.  | площадь бассейна, км² | правые                      | № прав. |
| ------- | -------------------------- | --------- | ------- | --------------------- | --------------------------- | ------- |
| 1       | Журавка                    | 13        | 1       |                       |                             |         |
| 2       | Сенная                     | 6         | 2       |                       |                             |         |
|         |                            | 18        | 3       |                       | Полтавка                    | 1       |
| 3       | Грузская                   | 12        | 4       |                       |                             |         |
|         |                            | 88        | 5       | 1590                  | Кривой Торец                | 2       |
| 4       | Бычёк                      | 20        | 6       | 106                   |                             |         |
|         |                            | 19        | 7       | 179                   | Абазовка (Вторая Беленькая) | 3       |
| 5       | Маячка                     | 39        | 8       | 297                   |                             |         |
|         |                            | 19        | 9       | 189                   | Белянка (Беленькая)         | 4       |
| 6       | Сухой Торец                | 97        | 10      | 1610                  |                             |         |
|         |                            | 12        | 11      | 45,7                  | Бакай (Сорищи)              | 5       |
| 7       | Бессарабовка (Колонтаевка) | 3         | 12      |                       |                             |         |

## Хозяйственное использование
На Казённом Торце сооружено множество прудов и водохранилищ для удовлетворения потребностей промышленного и бытового водоснабжения, орошения и рыболовства. Через русло реки проходит трасса канала Северский Донец — Донбасс, в низовье — группа Славянских озёр.
На Казённом Торце расположены города Краматорск, Дружковка, Славянск. В бассейне реки расположен также город Константиновка (на притоке Кривой Торец). На водный режим реки большое влияние имеют промышленные и бытовые сточные воды.

## Происхождение названия
Река ранее называлась Тор, неизвестно кто, когда и почему поменял название.
Предположительно от значения слова торец — край. В XVII—XVIII веках по реке проходила граница государственных («казённых») земель.

## Галерея
- Плотина Гебеля в г. Краматорск (построена в 1931 году)
- Железнодорожный мост через старое русло, г. Славянск
- Старое русло, г. Славянск
- Новое русло, г. Славянск